# Dragan Hasanagić
Dragan Hasanagić, slovenski nogometaš, * 23. marec 1965, Vrbas, Jugoslavija.
Hasanagić je nekdanji profesionalni nogometaš, ki je igral na položaju branilca. Celotno svojo kariero je igral za slovenske klube Slovan, Ljubljano, Svobodo, Vevče in Bežigrad. Skupno je v prvi slovenski ligi odigral 127 tekem in dosegel dva gola.  